# Kędzierzyn (województwo zachodniopomorskie)
Kędzierzyn (do 1945 niem. Meyringen) – wieś sołecka w Polsce położona w województwie zachodniopomorskim, w powiecie koszalińskim, w gminie Sianów, przy trasie linii kolejowej Słupsk-Stargard Szczeciński.
Według danych z 30 czerwca 2003 r. wieś miała 99 mieszkańców.
W latach 1975–1998 miejscowość administracyjnie należała do woj. koszalińskiego